# Valle Imagna
La Valle Imagna (Àl d'Imagna in dialetto bergamasco) è una valle prealpina della Provincia di Bergamo (che confluisce da destra nella val Brembana) nella quale scorre il torrente Imagna. I suoi paesaggi racchiudono diverse testimonianze con un notevole patrimonio storico e culturale.
La valle accoglie al suo interno 16 Comuni: Almenno San Bartolomeo, Almenno San Salvatore, Barzana, Bedulita, Berbenno, Brumano, Capizzone, Corna Imagna, Costa Valle Imagna, Fuipiano Valle Imagna, Locatello, Palazzago, Roncola, Rota d'Imagna, Sant'Omobono Terme e Strozza.
Gli abitanti della valle sono detti valdimagnini (bergamasco: aldimagnì).

## Geografia fisica
La valle coincide con il bacino idrografico del torrente Imagna, la cui conca si estende in direzione nord-ovest/sud-est, scendendo dalle pendici del Resegone (Monte Serrada, 1 875 metri) fino alla confluenza dell'Imagna nel Brembo (230 metri).
Il territorio della conca imagnina è caratterizzato da numerosi villaggi di piccole dimensioni, a loro volta suddivisi in contrade. Il paesaggio è fortemente antropizzato, con la presenza di terrazzamenti e fabbricati rurali, soprattutto sul versante nord della valle a maggior soleggiamento e messa a coltura; sul versante sud, meno esposto al sole, gli insediamenti si basavano soprattutto sul commercio.
La maggioranza degli insediamenti si trova tra i 500 e i 700 metri di altezza, pur con insediamenti fino ai 1 100. Il 39% della superficie della valle è tra i 230 e i 500 metri, il 37% tra i 500 e i 900 metri, e il 24% oltre i 900 metri.
La Comunità montana della Valle Imagna ricopre 108,64 chilometri quadrati e 15 comuni, di cui 12 del bacino della valle  (Bedulita, Berbenno, Brumano, Capizzone, Corna Imagna, Costa Imagna, Fuipiano Valle Imagna, Locatello, Roncola, Rota Imagna, Sant'Omobono Terme, Strozza), per una superficie di 70,89 chilometri quadrati, e 4 della corona esterna (Almenno San Bartolomeo, Almenno San Salvatore, Barzana e Palazzago).
Capoluogo della valle è il comune di Sant'Omobono Terme.
Antonio Stoppani, ne Il Bel Paese, così descriveva la Valle Imagna:
 Oh, come è bella questa valle! Quasi una conca ellittica, scavata in seno alle montagne, colle sponde di lividi calcari, e il fondo di neri schisti, che paiono carbone; ma riccamente coperta di boschi, di prati, di colli; e su quel manto di lieve verzura, rotto da severe bizzarre rupi, spiccano gli sparsi casolari, i paeselli, le chiese, le torri. Quando il cielo è azzurro, la valle somiglia ad un vaso di smeraldo storiato, con un coperchio di zaffiro trasparente.

## Toponimo
Il nome della vallata deve con ogni probabilità ricercarsi, attraverso modificazioni della pronuncia che fecero reinterpretare la lettera L iniziale come un articolo, in quello, attestato dall'epoca longobarda, del distretto di Lemine, corrispondente agli attuali quattro comuni di Almenno San Bartolomeo, Almenno San Salvatore, Almé e Villa d'Almé.
La valle era conosciuta come Valdimania, oppure Valmania, fino alla forma di Valle Imagna, di conseguenza la considerazione che il nome deriva dal fiume Imagna. Così come inconsistente è l'indicazione derivante da vallis magna quindi grande valle.  Sarebbe quindi da considerare esatta l'indicazione di Angelo Mazzi il quale indicava che nella Vestfalia regione della Germania, il nome Waldemey indica beni comuni, così come i territori della valle erano già in epoca romana e poi longobarda uniti e beni comuni di Almenno.

## Storia
La Valle Imagna e la Valle Brambilla facevano parte del territorio di Lemine come indicato nel Rotulus Episcopatus Bergomi del 1258.

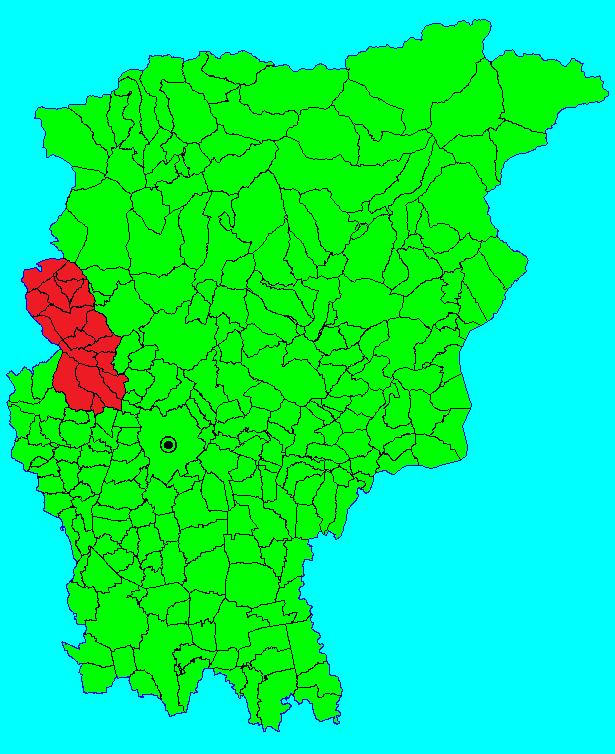
Posizione dei comuni della valle Imagna nella provincia di Bergamo

La storia della valle parte fin dall'epoca della dominazione romana, quando qui si verificarono piccoli e sporadici insediamenti abitativi, mantenuti anche in epoca longobarda. Il primo documento che cita la valle è una pergamena del 1030 redatta dal notaio Todilo a Brembate Sopra con il nome di Val de Mania. la tardiva datazione circa la presenza della valle è da imputare al documenti precedenti il Mille andati smarriti, ma la presenza della valle è sicuramente precedente a detta data.
L'epoca medievale, nella quale i borghi cominciarono ad assumere una fisionomia ben precisa, vide imperversare nell'intera vallata scontri cruenti, molto più che nelle altre zone della provincia bergamasca, tra guelfi e ghibellini, tanto che in tutta la zona sorsero numerosi castelli e fortificazioni.
Dal 1296 e per più di un secolo la città e il contado di Bergamo furono infatti teatro di acerrime lotte tra le due fazioni rivali dei guelfi e ghibellini, con scorrerie, saccheggi, rapine, incendi, uccisioni. Lo stesso travaglio conobbero le valli. La Brembilla, la Brembana e il Taleggio erano ghibelline, come Almenno inferiore e Villa d'Almè; mentre l'Imagna, San Martino, insieme ad Almenno superiore e
Gerosa erano guelfe. Quest'ultima fazione considerava il papa come proprio capo, mentre al contrario i ghibellini ritenevano che fosse l'imperatore di Germania. Sui due campi opposti per quanto riguarda la Valle Imagna e la Brembilla si fronteggiavano per i guelfi i capi Trussardo Rota, Andrea Rota, Cripio de' Crippi di Strozza, Pinamonte e Peppino Pellegrini di Capizzone, Matano di Mazzoleni, Foppo da Locatello, Andriolo Greppi da Strozza, Butazolo Rota e altri. I ghibellini contavano invece nelle loro file Eugenio, Simone, Zavino e Mogna de' Carminati di Brembilla, Jacopo Gritti de' Locatelli di Berbenno, Andreanino Rota di Rota Fuori, i Dalmasani di Clanezzo. In principio furono i guelfi a prevalere, ma i ghibellini, non rassegnandosi alla sconfitta, chiesero l'appoggio di Matteo Visconti (1288-1322) signore di Milano, offrendogli in compenso il dominio di Bergamo.
Il Visconti riuscì a sbaragliare i guelfi e inviò Mandello a governare la città. Ma i partigiani del papa tentarono la riscossa, in un primo tempo fortunata, ma successivamente con il nuovo aiuto dei Visconti i ghibellini riuscirono ad avere la meglio. Cominciò così per Bergamo e le valli quella che il Carminati chiama la tirannia dei Visconti "che non governarono, ma sfruttarono il nostro paese.
Numerosi sono gli episodi di questo periodo che riguardano da vicino la valle, a partire dal dominio di Barnabò Visconti (1354-1385), il cui nome e la fama "sopravvive ancora nella memoria dei vecchi e nelle tradizioni della valle". Questi anni sono comunque segnati da successive ribellioni delle valli guelfe, che mal sopportavano di trovarsi sotto il dominio di signori ghibellini quali erano i Visconti. Nell'agosto, settembre e ottobre del 1363 per esempio anche l'Imagna insieme ad altre valli si ribellò. "Barnabò Visconti, Signore di Bergamo, perché troppo parzial fautore della ghibellina fazione dava a ogni ghibellino piena facoltà di uccidere qualsiasi guelfo e la casa abbruciargli. Seguirono infiniti omicidi, estorsioni, tirannie ed incendi de' più empi che mai stati fossero.
Durarono un anno i progressi della crudeltà uccidendo l'una e l'altra parte persone innocenti e barbaramente trucidando le famiglie intere". Nel 1373 i guelfi, provenienti dalla Valdimagna e altre terre, assalirono i ghibellini, capitanati dal figlio di Barnabò, Ambrogio, a Caprino, in Val San Martino. La vendetta del Visconti che in quell'occasione ebbe il figlio ucciso, fu terribile. Dopo aver posto in stato di assedio il monastero di S. Giacomo in Pontida e aver promesso agli assediati che avrebbe loro lasciato salva la vita, trucidò tutti: uomini d'arme e monaci che incautamente si erano fidati della parola del condottiero. Il dominio visconteo proseguì con violenze e ribellioni;un nuovo tentativo di rivolta ebbe luogo anche in valle Imagna nel 1376, mentre nel 1384 il Calvi descrive un fatto d'armi avvenuto nelle vicinanze del Pertusio. "Andarono queli di Locatello con li Arigoni sopra il monte Ochono e dopo l'uccisione dei custodi, diedero quel monte in potere dei Visconti, che poi vi fabbricò una bastia e pose un castellano"... Il monte Ochono è molto probabilmente la prominenza quasi inaccessibile chiamata l'Oca che si erge sullo spartiacque tra l'Imagna e la San Martino, distante un centinaio di metri dal Pertùs. Nel 1407 le cronache parlano di un'altra ribellione dei guelfi delle valli Imagna, San Martino, Brembana e Senana superiore ed inferiore, di Sorisole, di Poltranica...
Avversari dei guelfi d'Imagna erano i ghibellini di Brembilla, che contavano però su un numero maggiore di uomini e fortificazioni. Il castello più antico era certamente quello sul monte Ubione, costruito nel X secolo, che al tempo di Barnabò Visconti rappresentava un'importante fortificazione ghibellina. C'erano poi il castello di Casa Eminente e quello di Clanezzo. In questo modo le famiglie dei due signori del luogo, i Dalmasani e i Carminati potevano dominare non solo sulla Valle Brembilla, ma anche sull'Imagna che rinchiudevano tra i due castelli in alto e in basso.
Quando la signoria di Bergamo passò dai Visconti alla Serenissima, che favoriva apertamente i guelfi, per i ghibellini cominciò la disfatta che culminò nel 1443 con il bando dato agli abitanti ghibellini della Val Brembilla e la distruzione delle fortezze principali della valle. Dalla Repubblica veneta la Valle Imagna, tranne Brumano che rimase milanese, ebbe un trattamento di favore, come riferisce il Calvi:
(Effemeridi di Padre Donato Calvi)
Sempre per quanto riguarda quegli anni burrascosi che precedettero l'instaurarsi del dominio della Serenissima, esistono anche le cronache di Castello Castelli che danno un quadro fedele e preciso di cosa significasse in quel tempo vivere in Valle Imagna. I racconti del Castelli, che
vanno dal 1378 al 1407, sono un susseguirsi di rapine, incendi scorrerie e violenze, uccisioni da entrambe le parti.
I secoli successivi videro pochi fatti di rilievo coinvolgere le piccole comunità che, forti del proprio isolamento, seguirono le vicende del resto della provincia senza parteciparvi in modo diretto.
Ai veneziani subentrò, nel 1797, la Repubblica Cisalpina, subito sostituita però dagli austriaci, che la inserirono nel Regno Lombardo-Veneto.
Con l'unità d'Italia avvenne un primo ma deciso processo di industrializzazione, che permise un notevole miglioramento delle condizioni di vita degli abitanti.